# Mistrzostwa Świata Par na Żużlu 1983
Mistrzostwa Świata Par 1983 – czternasta edycja w historii na żużlu. Wygrała para amerykańska – Dennis Sigalos i Bobby Schwartz.

## Półfinały

### Pierwszy półfinał
- Wrocław
- Awans: 3

| Miejsce | Kraje          | Suma | Zawodnicy                    | Pkt.  | Pkt bieg. |
| ------- | -------------- | ---- | ---------------------------- | ----- | --------- |
| 1       | Nowa Zelandia  | 28   | Ivan Mauger Larry Ross       | 15 13 | b.d       |
| 2       | Australia      | 25   | Billy Sanders Gary Guglielmi | 15 10 | b.d       |
| 3       | Dania          | 23   | Hans Nielsen Erik Gundersen  | 13 10 | b.d       |
| 4       | Czechosłowacja | 19   | Jiří Štancl Aleš Dryml       | 11 8  | b.d       |
| 5       | Polska         | 14   | Roman Jankowski Zenon Plech  | 11 3  | b.d       |
| 6       | Holandia       | 9    | Henny Kroeze Henk Steman     | 9 0   | b.d       |
| 7       | Bułgaria       | 8    | Nikołaj Manew Weselin Markow | 4     | b.d       |

### Drugi półfinał
- Brema
- Awans: 3

| Miejsce | Kraje             | Suma | Zawodnicy                             | Pkt.  | Pkt bieg. |
| ------- | ----------------- | ---- | ------------------------------------- | ----- | --------- |
| 1       | Stany Zjednoczone | 28   | Dennis Sigalos Bobby Schwartz         | 15 13 | b.d       |
| 2       | Anglia            | 25   | Kenny Carter Peter Collins            | 15 10 | b.d       |
| 3       | RFN               | 21+3 | Egon Müller Karl Maier                | 14 7  | b.d       |
| 4       | Finlandia         | 21+2 | Ari Koponen Kai Niemi                 | 13 8  | b.d       |
| 5       | Węgry             | 13   | Zoltán Adorján Zoltán Hajdu           | 8 5   | b.d       |
| 6       | Norwegia          | 10   | Tormod Langli Dag Haaland             | 9 1   | b.d       |
| 7       | Włochy            | 8    | Ottaviano Righetto Armando Dal Chiele | 5 3   | b.d       |

## Finał
- 17 czerwca 1983 r. (sobota),  Göteborg

| Miejsce | Kraje             | Suma | Zawodnicy                       | Pkt.  | Pkt bieg. |
| ------- | ----------------- | ---- | ------------------------------- | ----- | --------- |
| 1       | Anglia            | 25   | Kenny Carter Peter Collins      | 15 10 | b.d       |
| 2       | Australia         | 24   | Billy Sanders Gary Guglielmi    | 15 9  | b.d       |
| 3       | Dania             | 19   | Hans Nielsen Erik Gundersen     | 11 8  | b.d       |
| 4       | Stany Zjednoczone | 18   | Dennis Sigalos Bobby Schwartz   | 10 8  | b.d       |
| 5       | Szwecja           | 16   | Jan Andersson Pierre Brannefors | 11 5  | b.d       |
| 6       | RFN               | 11   | Egon Müller Karl Maier          | 6     | b.d       |
| 7       | Nowa Zelandia     | 11   | Ivan Mauger Larry Ross          | 7 4   | b.d       |